# Niederzwehren Cemetery

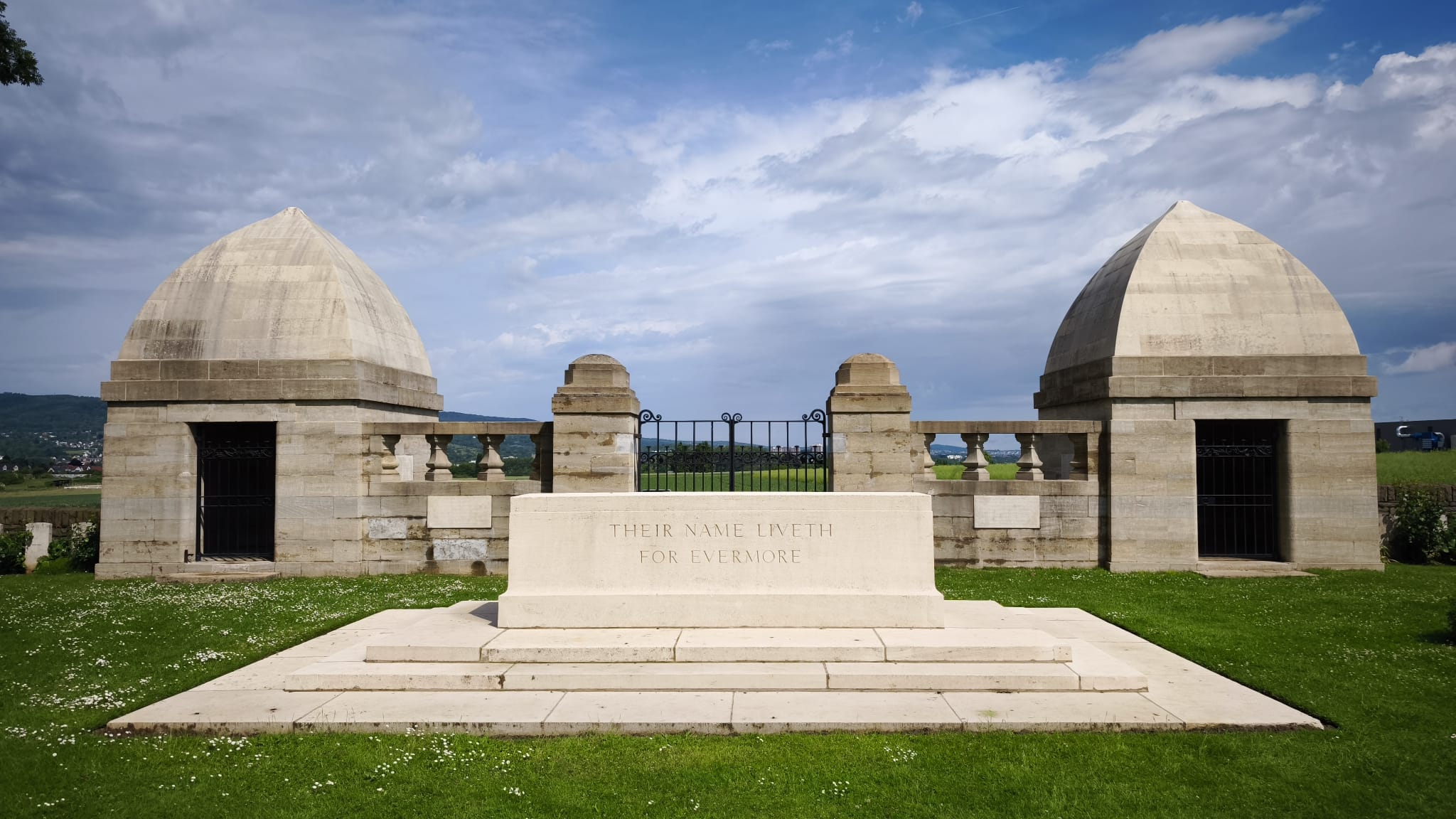
Eingangsportal des Niederzwehren Cemetery

Der Niederzwehren Cemetery auf dem Keilsberg in der Kasseler Gemarkung Niederzwehren ist ein von der Commonwealth War Graves Commission (CWGC) erbauter und betreuter Soldatenfriedhof. Ursprünglich Teil des Kriegsgefangenenlagers Niederzwehren aus dem Ersten Weltkrieg, wurde er in den 1920er Jahren erweitert und neu gestaltet. In direkter Nachbarschaft schließt sich ein weiterer Friedhof russischer Soldaten an.

## Belegung
Auf dem Friedhof ruhen ausschließlich Gefallene des Commonwealth aus dem Ersten Weltkrieg, davon 1699 Briten, 50 Kanadier, 24 Australier, fünf Südafrikaner, vier Neuseeländer und ein Neufundländer – insgesamt 1783 Gräber. Zudem befindet sich auf diesem Soldatenfriedhof ein kleines Denkmal für 11 britische und 2 australische Soldaten, deren Grabstellen nicht mehr aufgefunden wurden.

## Geschichte

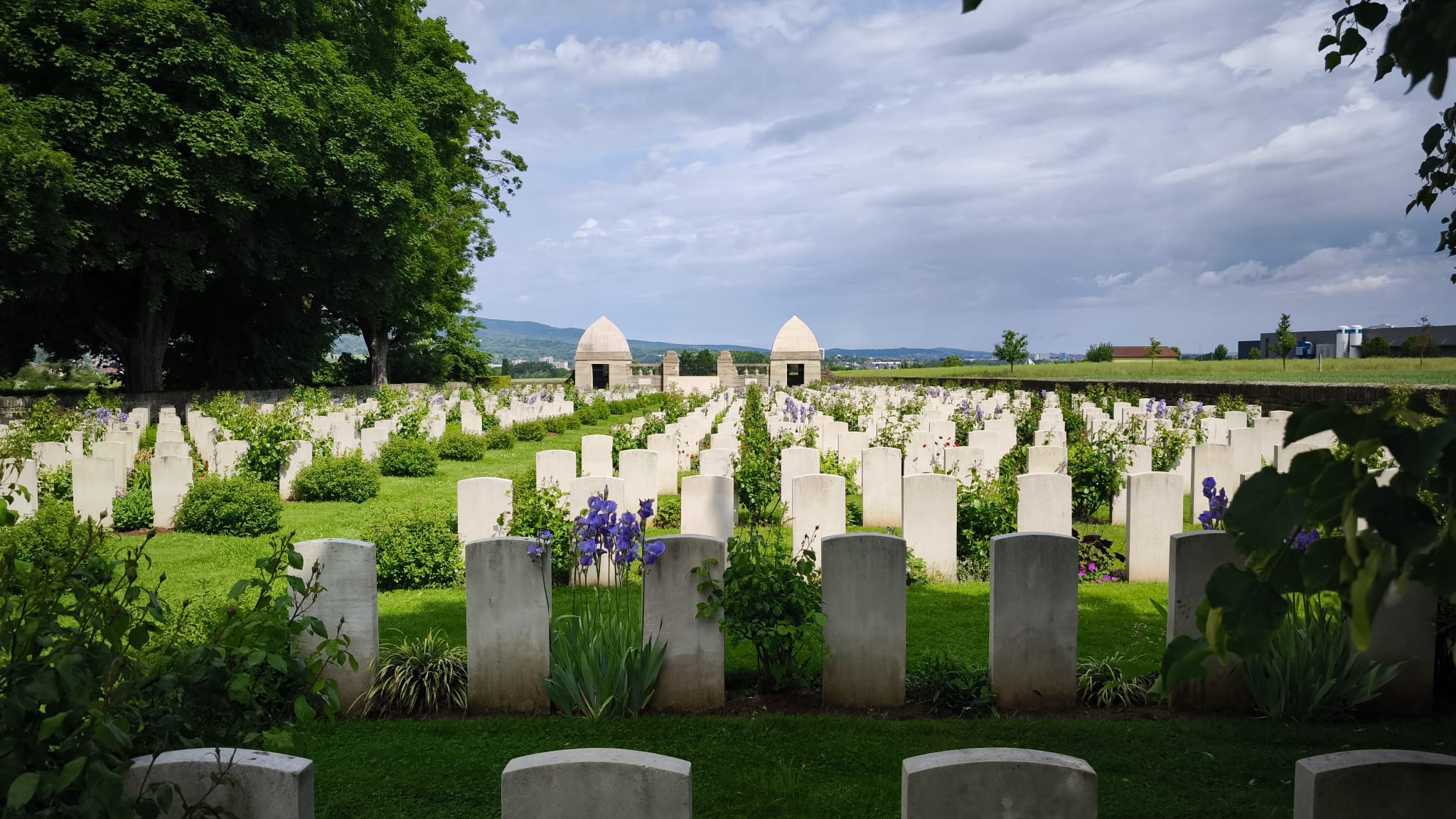
Grabreihen

Mit der Anlage des Friedhofs wurde 1915 begonnen, nachdem unter den bis zu 20.000 alliierten Gefangenen eine Typhusepidemie ausgebrochen war. Neben Angehörigen der Commonwealth-Streitkräfte, französischen und 2000 russischen Soldaten fanden dabei auch deutsche Wachsoldaten den Tod. Prominentestes Opfer unter ihnen war der Maler Hermann Knackfuß.
Zwischen 1922 und 1923 hatte sich die Commonwealth War Graves Commission entschlossen, für alle Militärangehörigen, die während des Ersten Weltkriegs in Deutschland gefallen oder verstorben waren, zentrale Kriegsgräberstätten zu errichten. Dazu zählte auch der Friedhof in Niederzwehren, auf den Tote von über 190 bestehenden Soldatenfriedhöfen in Baden-Württemberg, Bayern, Niedersachsen, Hessen und Sachsen umgebettet wurden. Unter ihnen war der neuseeländische Bergsteiger und Forschungsreisende James Robert Dennistoun.

## Architektur

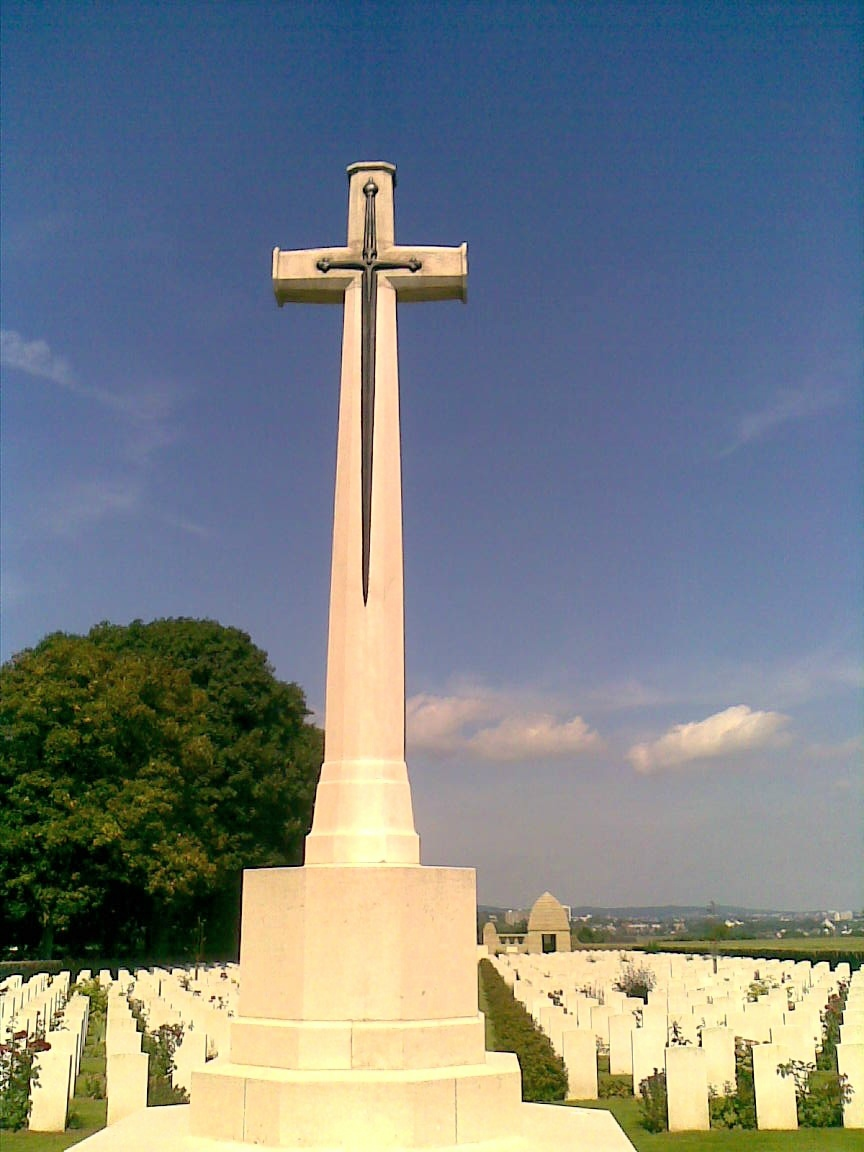
Ehrenkreuz mit Schwert

Der Friedhof wurde von dem schottischen Architekten Sir Robert Lorimer als streng geometrische Anlage geplant. Dabei hielt sich der Architekt exakt an die Bauvorgaben und Gestaltungsrichtlinien der CWGC. Als Baumaterial verwandte man überwiegend weißen Kalksandstein.
Die linke Eingangssäule trägt den Schriftzug „Niederzwehren Cemetery“ und die rechte Säule die Jahreszahlen des Ersten Weltkrieges in römischen Zahlen MCMXIV MCMXVIII (1914 1918). Die beiden Pavillons am Eingang bewahren das Totenregister und das Kondolenz- und Besucherbuch. Die Umfriedung des Friedhofsgeländes besteht aus einer rund ein Meter hohen Mauer.

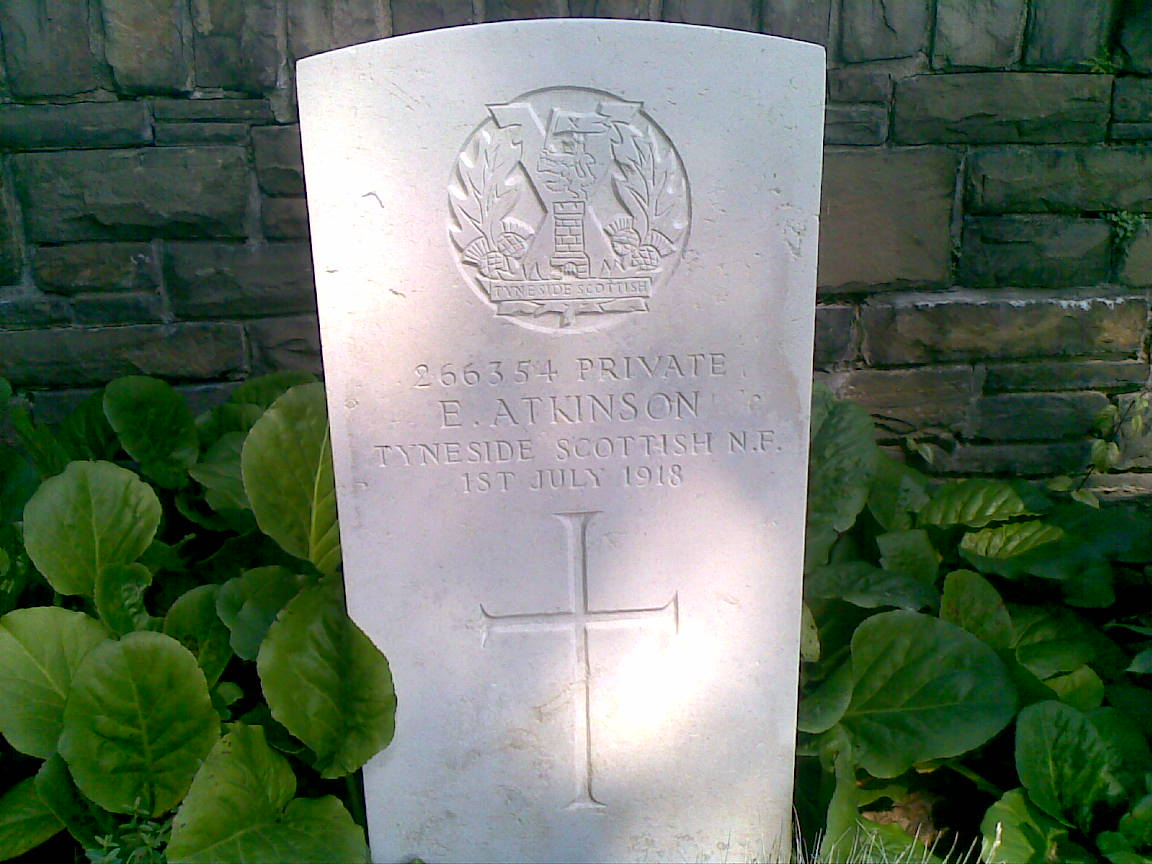
Grabstein

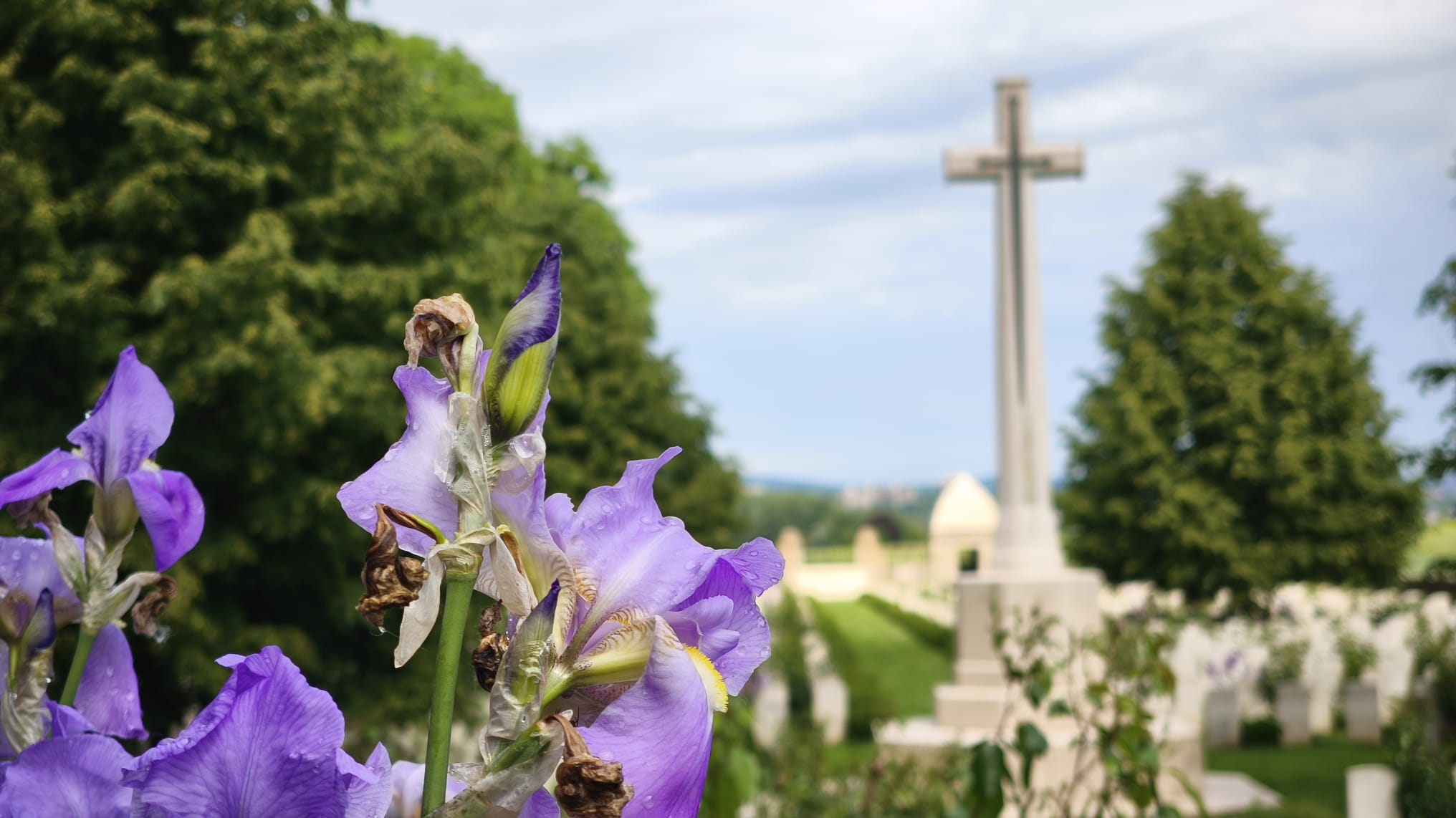

Die Sichtachse – vom Eingang aus betrachtet – bilden der altarartige „Stone of Remembrance“ mit der Inschrift „Their Name Liveth For Evermore“ und das „Cross of Sacrifice“, ein monumentales Steinkreuz mit stilisiertem Schwert. Beidseitig sind Grabreihen angeordnet; sie sind ebenerdig und mit kleinen Beeten angelegt. Alle Grabsteine sind von oben nach unten mit dem Emblem der Einheit, dem Dienstgrad und Namen, der Religionszugehörigkeit (soweit bekannt) und mit einem Gedenkvers von Angehörigen (falls erwünscht) graviert. Beim Errichten der Grabsteine verzichtete man auf die Anordnung nach Herkunft oder Dienstgradgruppen um die Gleichheit im Tod zu symbolisieren. Die Grabbepflanzungen sind etwa kniehoch. Ansonsten ist die gesamte Friedhofsfläche mit Rasen belegt.

## Literarische Erwähnungen
Christine Brückner schrieb über die Grabanlage:

„Von der Autobahn und einem Zubringer tangiert, liegt der Friedhof der russischen und englischen Kriegsgefangenen und ihres deutschen Sanitätspersonals, alle im Ersten Weltkrieg einer Seuche zum Opfer gefallen. Schöne Baumkronen über schönen Grabsteinen!“

Der Friedhof und das Gefangenenlager spielen eine zentrale Rolle im Roman Keilsberg von Sebastian Mense. Darin löst die Hauptfigur das Rätsel um das Verschwinden eines britischen Lagerinsassen.